# 圣若望门

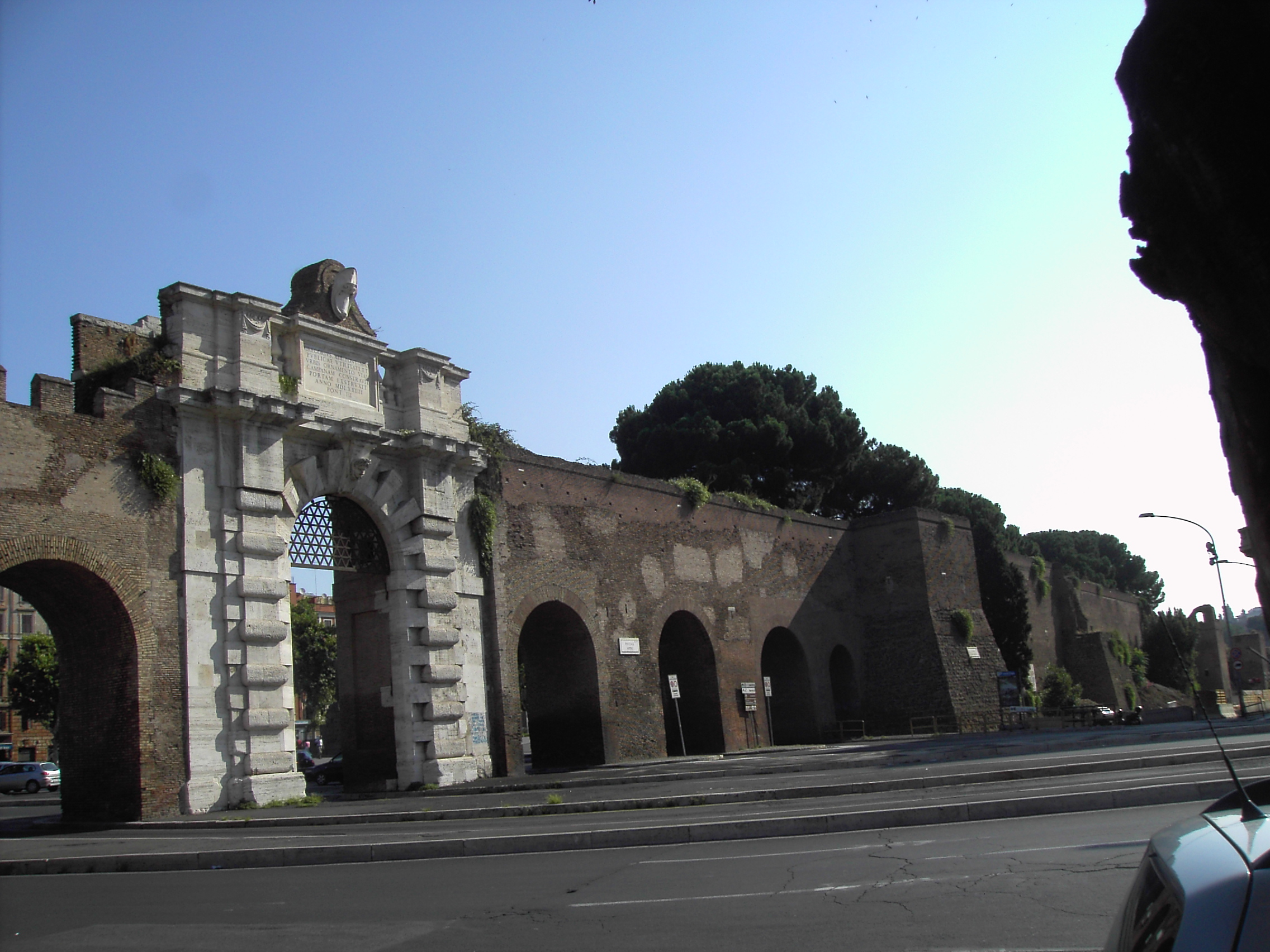
圣若望门

圣若望门（Porta San Giovanni）是意大利罗马奥勒良城墙上的一座城门，得名于附近的拉特朗圣若望大殿。

## 历史
圣若望门系額我略十三世下令著名的建筑师贾科莫建造于1574年。